# Charlotte Kalla

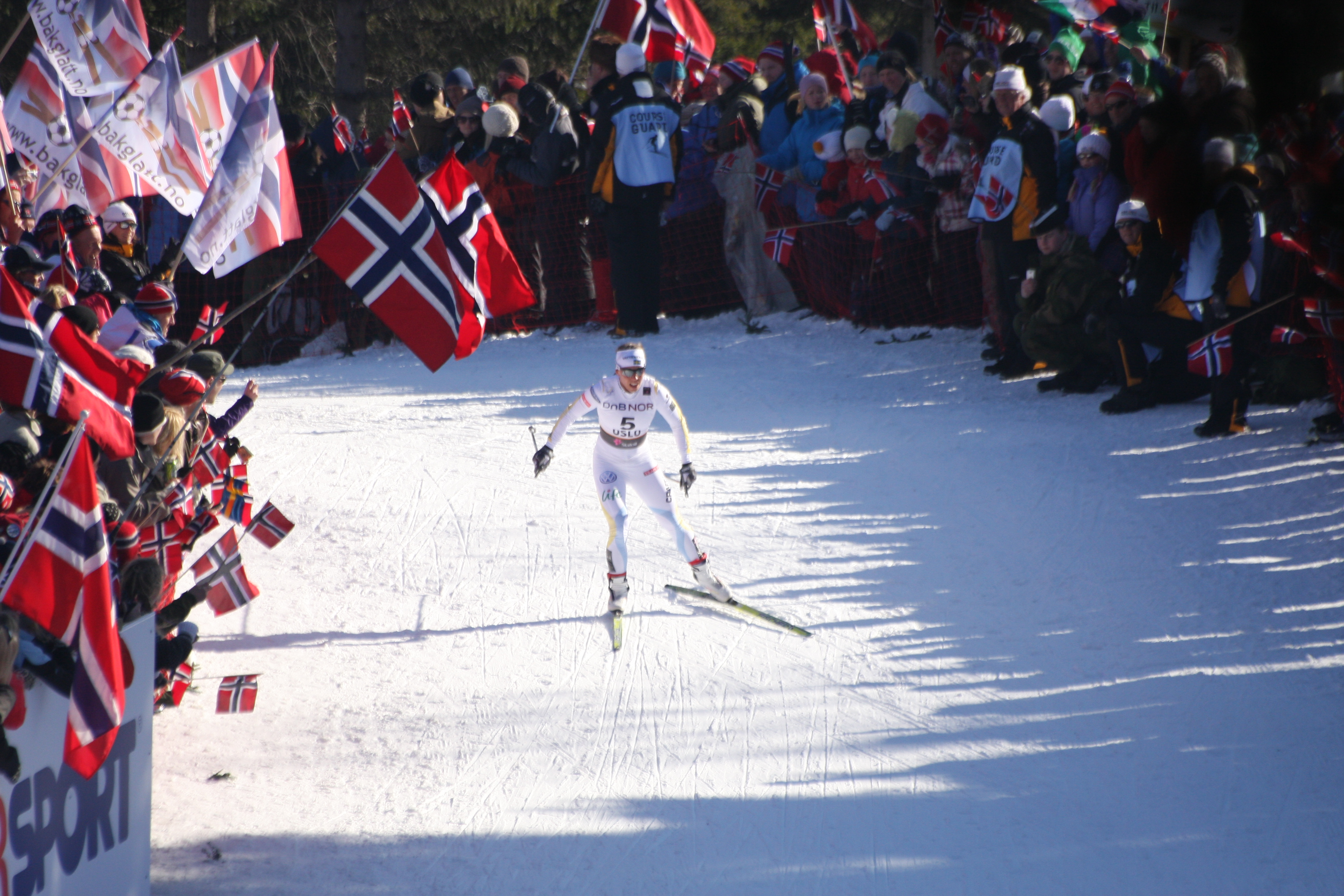
Charlotte Kalla tijdens de wereldkampioenschappen van 2011

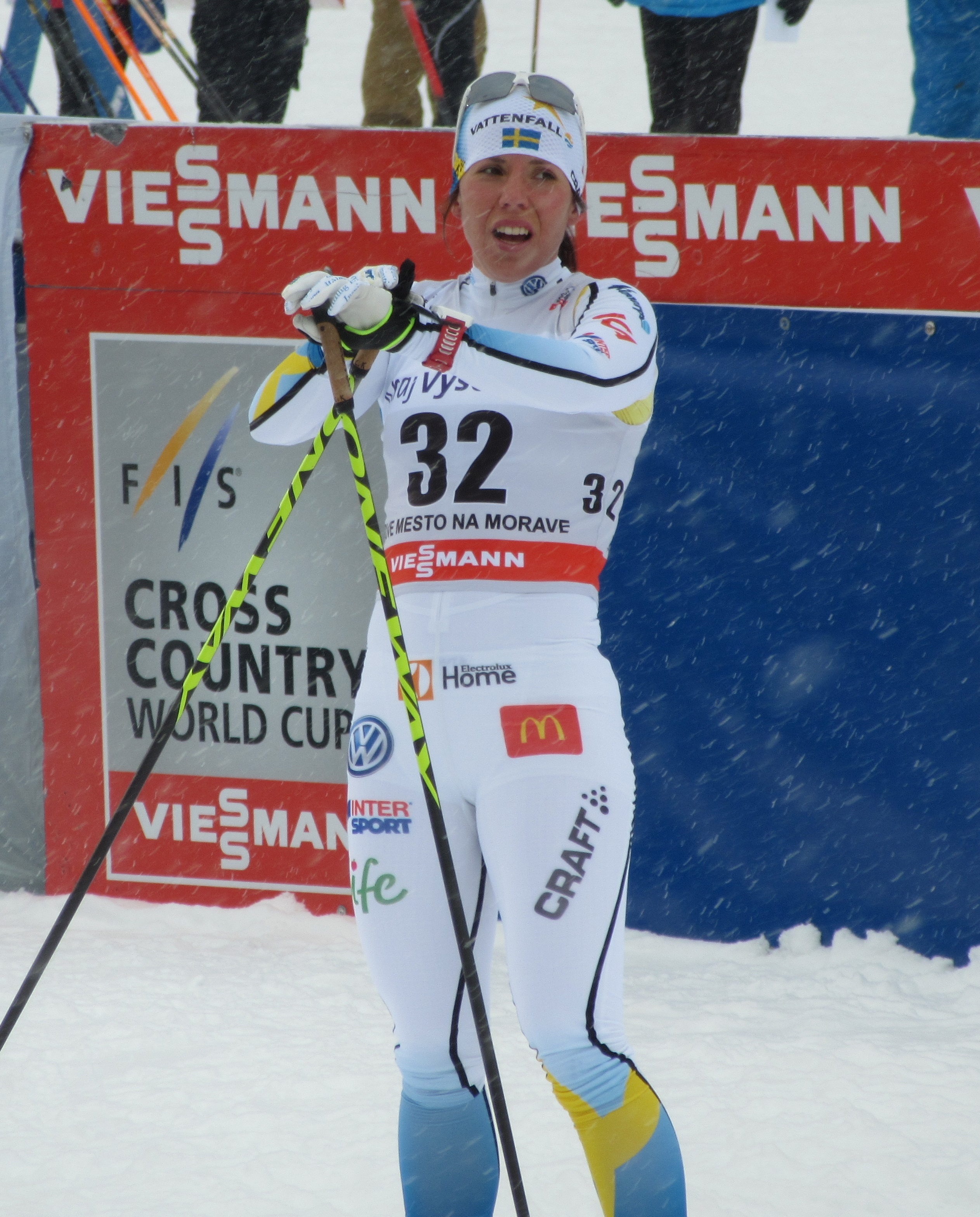
Charlotte Kalla in 2016 in Nové Město na Moravě

Marina Charlotte Kalla (Tärendö, 22 juli 1987) is een Zweedse langlaufster. Ze vertegenwoordigde haar vaderland op de Olympische Winterspelen 2010 in Vancouver, op de Olympische Winterspelen 2014 in Sotsji en op de Olympische Winterspelen 2018 in Pyeongchang.

## Carrière
Bij haar wereldbekerdebuut in Changchun eindigde Kalla op de veertiende plaats. In november 2006 eindigde ze Gällivare voor het de eerste maal in de toptien. Tijdens de wereldkampioenschappen langlaufen 2007 in Sapporo eindigde de Zweedse als vijfde op de 10 kilometer vrije stijl en als zevende op de 15 kilometer achtervolging, op de estafette eindigde ze samen met Anna Dahlberg, Lina Andersson en Britta Norgren op de vierde plaats. In november van 2007 stond Kalla in het Noorse Beitostølen voor de eerste maal op het podium van een wereldbekerwedstrijd, tijdens de Tour de Ski 2007/2008 greep de Zweedse, mede dankzij twee etappezeges, de eindzege. In het eindklassement van het seizoen 2007/2008 eindigde ze op de vierde plaats. Aan het begin van het seizoen 2008/2009 boekte Kalla, in haar geboorteplaats Gällivare, haar tweede wereldbekerzege. Op de wereldkampioenschappen langlaufen 2009 in Liberec eindigde de Zweedse als zevende op de sprint, als achtste op de 15 kilometer achtervolging en als achttiende op de 30 kilometer. Op de estafette sleepte ze samen met Lina Andersson, Britta Norgren en Anna Haag de bronzen medaille in de wacht. Tijdens de Olympische Winterspelen van 2010 in Vancouver veroverde Kalla de gouden medaille op de 10 kilometer vrije stijl. Daarnaast eindigde ze als zesde op de 30 kilometer klassieke stijl en als achtste op de 15 kilometer achtervolging. Samen met Anna Haag behaalde ze de zilveren medaille op de teamsprint, op de estafette eindigde ze samen me Anna Olsson, Magdalena Pajala en Ida Ingemarsdotter op de vijfde plaats.
In Oslo nam ze deel aan de wereldkampioenschappen langlaufen 2011. Op dit toernooi eindigde ze als vierde op zowel de 15 kilometer achtervolging als de 30 kilometer vrije stijl, daarnaast eindigde ze als achtste op de sprint en als elfde op de 10 kilometer klassieke stijl. Samen met Ida Ingemarsdotter werd ze wereldkampioene op de teamsprint, op de estafette legde ze samen met Ida Ingemarsdotter, Britta Johansson Norgren en Anna Haag beslag op de zilveren medaille. Op de wereldkampioenschappen langlaufen 2013 in Val di Fiemme eindigde de Zweedse als zesde op de 15 kilometer skiatlon, als zevende op de 10 kilometer vrije stijl en als elfde op zowel de sprint als de 30 kilometer klassieke stijl. Samen met Ida Ingemarsdotter sleepte ze de zilveren medaille in de wacht op de teamsprint, op de 4x5 kilometer estafette behaalde ze samen met Ida Ingemarsdotter, Emma Wikén en Anna Haag de zilveren medaille. Tijdens de Olympische Winterspelen van 2014 in Sotsji veroverde Kalla de zilveren medaille op zowel de 10 kilometer klassieke stijl als de 15 kilometer skiatlon. Daarnaast eindigde ze als 34e op de 30 kilometer vrije stijl. Samen met Ida Ingemarsdotter, Emma Wikén en Anna Haag werd ze olympisch kampioen op de estafette.
In Falun nam ze deel aan de wereldkampioenschappen langlaufen 2015. Op dit toernooi werd ze wereldkampioene op de 10 kilometer vrije stijl. Daarnaast sleepte ze de bronzen medaille in de wacht op zowel de 15 kilometer skiatlon als de 30 kilometer klassieke stijl. Op de estafette legde ze samen met Sofia Bleckur, Maria Rydqvist en Stina Nilsson beslag op de zilveren medaille. Op de wereldkampioenschappen langlaufen 2017 in Lahti veroverde de Zweedse de zilveren medaille op de 10 kilometer klassieke stijl en de bronzen medaille op de 15 kilometer skiatlon, op de 30 kilometer vrije stijl eindigde ze op de zevende plaats. Samen met Anna Haag, Ebba Andersson en Stina Nilsson behaalde ze de zilveren medaille op de estafette. Tijdens de Olympische Winterspelen van 2018 in Pyeongchang werd Kalla olympisch kampioene op de 15 kilometer skiatlon. Op de 10 kilometer vrije slag sleepte ze de zilveren medaille in de wacht, daarnaast eindigde ze als vijfde op de 30 kilometer klassieke stijl. Op de teamsprint legde ze samen met Stina Nilsson beslag op de zilveren medaille, samen met Anna Haag, Ebba Andersson en Stina Nilsson behaalde ze de zilveren medaille op de estafette.
In Seefeld nam ze deel aan de wereldkampioenschappen langlaufen 2019. Op dit toernooi eindigde ze als vijfde op de 30 kilometer vrije stijl, als zesde op de 15 kilometer skiatlon en als negende op de 10 kilometer klassieke stijl. Op de estafette veroverde ze samen met Ebba Andersson, Frida Karlsson en Stina Nilsson de wereldtitel. Op de wereldkampioenschappen langlaufen 2021 in Oberstdorf eindigde de Zweedse als vijfde op de 15 kilometer skiatlon en als zesde op de 10 kilometer vrije stijl, samen met Jonna Sundling, Ebba Andersson en Frida Karlsson eindigde ze als zesde op de estafette.

## Resultaten

### Olympische Spelen
| Jaar | Plaats      | Resultaten |
| ---- | ----------- | --- |
| 2010 | Vancouver   | 10 km (vrije stijl) · 8e 15 km achtervolging · 6e 30 km klassieke stijl · Teamsprint (vrije stijl) · 5e 4×5 km estafette |
| 2014 | Sotsji      | 10 km klassieke stijl · 15 km skiatlon · 34e 30 km vrije stijl · 4×5 km estafette                                        |
| 2018 | Pyeongchang | 10 km (vrije stijl) · 15 km skiatlon · 5e 30 km klassieke stijl · Teamsprint (vrije stijl) · 4×5 km estafette            |

### Wereldkampioenschappen
| Jaar | Plaats        | Resultaten |
| ---- | ------------- | --- |
| 2007 | Sapporo       | 5e 10 km (vrije stijl) 7e 15 km achtervolging |
| 2009 | Liberec       | 7e Sprint (vrije stijl) · 8e 15 km achtervolging · 18e 30 km (vrije stijl) · 4x5 km estafette                                                         |
| 2011 | Oslo          | 8e Sprint (vrije stijl) · 11e 10 km klassieke stijl · 4e 15 km achtervolging · 4e 30 km vrije stijl · Teamsprint (klassieke stijl) · 4x5 km estafette |
| 2013 | Val di Fiemme | 11e Sprint (klassieke stijl) · 7e 10 km vrije stijl · 6e 15 km skiatlon · 11e 30 km klassieke stijl · Teamsprint (vrije stijl) · 4x5 km estafette     |
| 2015 | Falun         | 10 km vrije stijl · 15 km skiatlon · 30 km klassieke stijl · 4x5 km estafette                                                                         |
| 2017 | Lahti         | 10 km klassieke stijl · 15 km skiatlon · 7e 30 km vrije stijl · 4x5 km estafette                                                                      |
| 2019 | Seefeld       | 9e 10 km klassieke stijl · 6e 15 km skiatlon · 5e 30 km vrije stijl · 4×5 km estafette                                                                |
| 2021 | Oberstdorf    | 6e 10 km vrije stijl 5e 15 km skiatlon DNF 30 km klassieke stijl 6e 4×5 km estafette                                                                  |

### Wereldbeker
| Legenda | Legenda            |
| ------- | ------------------ |
| TdS     | Tour de Ski        |
| NO      | Nordic Opening     |
| LT      | Lillehammer Triple |
| RT      | Ruka Triple        |
| WBF     | Wereldbekerfinale  |
| STC     | Ski Tour Canada    |
| ST      | Ski Tour           |

Eindklasseringen
| Seizoen   | Algm | DI  | SP  | TdS  |
| --------- | ---- | --- | --- | ---- |
| 2005/2006 | 78e  | –   | 48e |      |
| 2006/2007 | 37e  | 28e | 39e | –    |
| 2007/2008 | 4e   | 7e  | 18e | Goud |
| 2008/2009 | 12e  | 12e | 17e | –    |
| 2009/2010 | 8e   | 4e  | 52e | –    |
| 2010/2011 | 5e   | 6e  | 12e | 5e   |
| 2011/2012 | 4e   | 4e  | 15e | 7e   |
| 2012/2013 | 8e   | 7e  | 20e | 7e   |
| 2013/2014 | 7e   | 4e  | 38e | –    |
| 2014/2015 | 7e   | 4e  | 21e | –    |
| 2015/2016 | 5e   | 4e  | 22e | 4e   |
| 2016/2017 | 9e   | 5e  | 69e | 11e  |
| 2017/2018 | 7e   | 6e  | 43e | –    |
| 2018/2019 | 11e  | 7e  | 35e | –    |
| 2019/2020 | 14e  | 10e | 69e | 12e  |
| 2020/2021 | 53e  | 35e | –   | –    |

Wereldbekerzeges
| Nr. | Datum            | Plaats                | Onderdeel                             |
| --- | ---------------- | --------------------- | ------------------------------------- |
| 1.  | 29 december 2007 | Nové Město            | 10 km vrije stijl (handicapstart) TdS |
| 2.  | 1 januari 2008   | Nové Město            | 10 km vrije stijl (handicapstart) TdS |
| 3.  | 4 januari 2008   | Asiago                | Sprint (vrije stijl) TdS              |
| 4.  | 6 januari 2008   | Tour de Ski 2007/2008 | Tour de Ski 2007/2008                 |
| 5.  | 22 november 2008 | Gällivare             | 10 km vrije stijl                     |
| 6.  | 5 februari 2010  | Canmore               | 10 km vrije stijl                     |
| 7.  | 21 maart 2010    | Falun                 | 10 km vrije stijl (handicapstart)     |
| 8.  | 1 december 2013  | Kuusamo               | 10 km vrije stijl (handicapstart)     |
| 9.  | 15 februari 2015 | Östersund             | 10 km vrije stijl                     |
| 10. | 26 november 2017 | Nordic Opening        | Nordic Opening                        |
| 11. | 3 december 2017  | Lillehammer           | 15 km skiatlon                        |
| 12. | 16 december 2017 | Toblach               | 10 km vrije stijl                     |

### Marathons
Overige marathonzeges
| Nr. | Datum         | Plaats        | Marathon        | Onderdeel                      |
| --- | ------------- | ------------- | --------------- | ------------------------------ |
| 1.  | 12 april 2008 | Bruksvallarna | Fjälltopploppet | 26 km vrije stijl (massastart) |